# Peniagone gracilis
Peniagone gracilis är en sjögurkeart som först beskrevs av Ludwig 1894.  Peniagone gracilis ingår i släktet Peniagone och familjen Elpidiidae. Inga underarter finns listade i Catalogue of Life.